# 19. Flak-Division

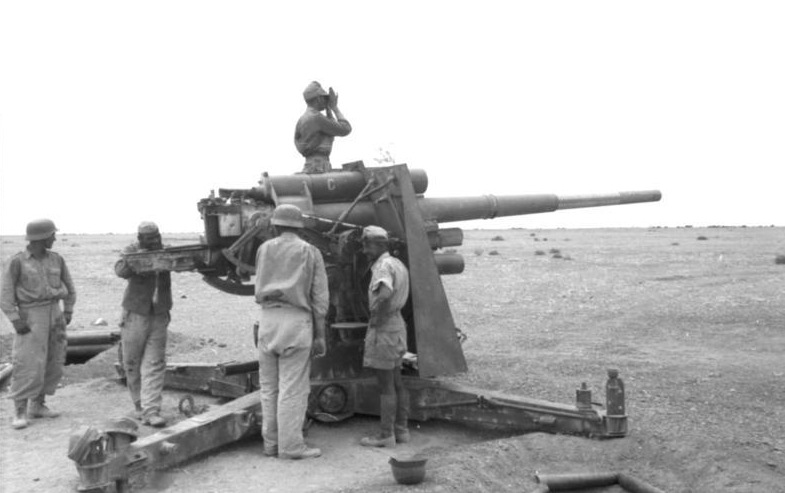
Nordafrika im Juni 1942, Ein 88er Geschütz im Gefechtsmodus

Die 19. Flak-Division war ein Großverband der Bodentruppen der deutschen Luftwaffe im Zweiten Weltkrieg. Zuständig war die Division bei Aufstellung für die Abwehr von einfliegenden gegnerischen Flugzeugen mittels Flugabwehrgeschützen in Griechenland und Nordafrika.

## Geschichte

### Aufstellung
Die 19. Flak-Division wurde durch den ehemaligen Stab der VII. Flak-Brigade Anfang August 1942 in Griechenland unter dem Kommando von Generalleutnant Heinrich Burchard aufgestellt.

### Verlegung nach Nordafrika
Kurz nach seiner Aufstellung wurde der Divisionsstab nach Afrika zum Deutschen Afrika-Korps verlegt, um dort die Führung der Flakkräfte im Bereich der Panzerarmee Afrika zu übernehmen. Dazu wurden dem Divisionsstab das Flak-Regiment 102 sowie das Flak-Regiment 135 unterstellt.
Im Zuge des geplanten deutsch-italienischen Vorstoßes ins Nildelta wurde der Divisionsstab der 19. Flak-Division sowie ihre Flak-Regimenter in dem Raum El Alamein sowie El Daba (Ägypten) zur Panzerabwehr herangezogen. Allerdings wurde dabei die Luftabwehr sträflichst vernachlässigt, so dass die britischen Luftstreitkräfte nahezu ungehindert operieren konnten.
Das Problem der Luftbedrohung konnte erst mit der Abstellung der Hälfte der zur Verfügung stehenden Flakgeschütze für die Sicherung des Luftraums einigermaßen gelöst werden. Der geplante Vormarsch des Deutschen Afrika-Korps konnten jedoch u. a. wegen der prekären Versorgungslage nicht weitergeführt werden. In der Folge gruben sich die Einheiten des DAK vor El Alamein ein.
Mit Beginn des britischen Gegenangriffs ab Oktober 1942 lagen die Flak-Regimenter der 19. Flak-Division immer noch im vorgeschobenen Stellungen und waren dort zur Panzerbekämpfung eingesetzt. In den nun folgenden heftig einsetzenden Gefechten mit den britischen Streitkräften riss der Kontakt der in der Hauptkampflinie stehenden zu den rückwärtigen Einheiten dann vollständig ab. Von allen Versorgungslinien abgeschnitten blieb den meisten Mannschaften der Flakgeschütze nichts anderes übrig, so sie nicht durch einen gezielten Angriff selber getötet oder verwundet waren, die Geschütze zu sprengen und sich dann in langen Märschen zu den eigenen Linien durchzuschlagen.
Zum 8. Januar 1943 übernahm dann Generalmajor Gotthard Frantz die Geschicke der Division.

### Tunesien
Mit Beginn des Tunesienfeldzuges übernahm anschließend die 19. Flak-Division die Verteidigung des südlichen Teils des Brückenkopfes von Tunis. Der nördliche Teil wurde von der 20. Flak-Division verteidigt. Dort gelangen der Division noch einmal achtbare Einzelerfolge.

### Kapitulation in Nordafrika 1943
Infolge der Kapitulation der Heeresgruppe Afrika bis zum 13. Mai 1943 gerieten dann der Divisionsstab sowie die ihr unterstellten Verbände in britische Kriegsgefangenschaft.

### Neuaufstellung für Griechenland
Schon im August 1943, wenige Monate nach dem Untergang der alten 19. Flak-Division, wurde, wie schon zuvor, in Griechenland ein neuer Divisionsstab unter dem Kommando von Oberst Paul Pavel in Athen aufgestellt. Er sollte die Führung aller Flakkräfte in Griechenland übernehmen und unterstand dabei dem Luftwaffenkommando Südost. Im November 1943 gliederte sich die Division dann wie folgt:
- Flak-Regiment 58 Raum Iraklio–Platanos–Kastelli–Rhodos–Kreta
- Flak-Regiment 91 Raum Griechenland sowie das
- Flak-Regiment 201 im Raum Athen

### Balkan
Mit dem Rückzug der deutschen Wehrmacht aus Griechenland ab September 1944, als Folge des Sowjetischen Vordringens auf den Balkan, zogen sich auch die Flak-Regimenter der 19. Flak-Division in Richtung Jugoslawien zurück. Ausgenommen hierbei war das Flak-Regiment 58, das bis Kriegsende auf Kreta verblieb. Der Divisionsstab selber sowie die beiden Flak-Regimenter 58 und 91 erreichten schließlich nach schweren Rückzugsgefechten Kroatien.
Dort übernahmen die Verbände für kurze Zeit die Sicherung der Eisenbahnlinie Wien–Graz–Marburg an der Drau–Agram mit Sitz des Gefechtsstand im letzteren Ort.

### Kapitulation
Am 27. April 1945 verfügte die Division noch über 41 schwere und 28 leichte Batterien mit verlegtem Gefechtsstand in Admont, Obersteiermark, wo sie zusammen mit dem Flak-Regiment 91 und 210 bis Kriegsende blieb.